# سلمان بن حمد بن عیسی آل خلیفه
سلمان بن حمد آل‌خلیفه (زاده ۲۱ اکتبر ۱۹۶۹) ولیعهد کشور بحرین از ۹ مارس ۱۹۹۹ است. وی همچنین نخست‌وزیر بحرین از ۱۱ نوامبر ۲۰۲۰ پس از مرگ خلیفه بن سلمان آل خلیفه و عهده‌دار سمت معاون فرمانده عالی نیروهای دفاعی بحرین است.

## تحصیلات
سلمان دبیرستان را در مدرسه بحرین به اتمام رساند و سپس مدرک کارشناسی خود را در رشته علوم سیاسی از دانشگاه امریکن در واشینگتن در سال ۱۹۹۲ دریافت کرد. برای مقطع کارشناسی ارشد به دانشگاه کمریج در انگلستان رفت و در سال ۱۹۹۴ در رشته تاریخ و علوم فلسفه فارغ‌التحصیل شد.

## خانواده
شاهزاده سلمان صاحب دو فرزند دختر به نام‌های فاطمه و جود و دو پسر به نام‌های عیسی (شاغل به تحصیل در دانشگاه امریکن) و محمد (فارغ‌التحصیل از مدرسه نظامی سلطنتی سندهرست) است. عیسی پسر بزرگتر سلمان، نفر دوم در صف وارثان تاج و تخت بحرین است.